# Interceptor 400
Die Interceptor 400 war ein einmotoriges Kleinflugzeug mit Turbopropantrieb des US-amerikanischen Herstellers Interceptor Corporation, das auf Basis der Meyers 200 entwickelt wurde.

## Geschichte
Die Entwicklung der Interceptor 400 begann als Lymon Lyon an den Flugzeughersteller Aero Commander mit der Bitte herantrat, für ihn eine Aero Commander 200 mit einem Turbopropantrieb auszurüsten. Die Anfrage kam zu einem Zeitpunkt, zu dem Aero Commander gerade erkannt hatte, dass das Modell 200 in den gewünschten Stückzahlen nicht wirtschaftlich produziert werden konnte. Daher bot Aero Commander Lyon die Musterzulassung des Modells 200 und die bis dahin bereits erfolgten Vorarbeiten für eine Turbopropversion der Interceptor 400 zum Kauf an. Lyon und eine Gruppe von Investoren um den Unternehmer Thomas W. Itin gründeten daraufhin die Interceptor Corporation, um die Interceptor 400 zu entwickeln und zu vermarkten.
Die Fertigungsstätte wurde von Aero Commander in Albany, Georgia nach Norman in Oklahoma verlegt. Dort wurde die Entwicklung der Interceptor 400 bis zur Musterzulassung fertiggestellt.
Ihren Jungfernflug absolvierte die Maschine am 27. Juni 1969, und 1971 erhielt sie ihre Musterzulassung. Da aber zahlungskräftige Käufer fehlten, übernahm der Hauptinvestor Paul Luce letztendlich das geistige Eigentum des Unternehmens und den Prototyp der Interceptor 400 als das Unternehmen sein investiertes Kapital nicht zurückzahlen konnte. Die Rechte gingen damit an das Unternehmen Prop-Jets, an dem Luce zu fünfzig Prozent beteiligt war. Später änderte Prop-Jets seinen Namen in Interceptor Aircraft Company. Zu diesem Zeitpunkt war Luce nicht mehr am Unternehmen beteiligt.
Eine militärische Version der Interceptor 400, die Interceptor I400-M, befand sich in Planung. Sie sollte als Schulflugzeug, Aufklärungsflugzeug, Forward Air Controller und zur Aufstandsbekämpfung sowie für allgemeine Einsätze dienen.
Am 22. Mai 2014 gab die Global Parts Gruppe aus Augusta in Kansas bekannt, die Rechte an der Interceptor 400 und der Meyers 200 erworben zu haben. Die Global Parts Group gründete dafür eigens die Interceptor Aviation Inc., in deren Besitz das geistige Eigentum, die Musterzulassung und alle Anlagegüter in Bezug auf die Interceptor 400 und die Meyers 200 gingen. Konstruktionsunterlagen und Fertigungsmittel wurden in einer Scheune in Wichita, Kansas entdeckt.

## Konstruktion
Die Interceptor 400 ist ein viersitziger, freitragender Tiefdecker mit einziehbarem Bugradfahrwerk. Sie verfügt über eine Druckkabine und wird von einer Honeywell-TPE331-Turbine angetrieben, die eine Leistung von 400 PS (flat-rated) abgibt.

## Technische Daten
| Kenngröße             | Daten               |
| --------------------- | ------------------- |
| Besatzung             | 1                   |
| Passagiere            | 3                   |
| Länge                 | 8,22 m              |
| Spannweite            | 9,29 m              |
| Flügelfläche          | 16 m²               |
| Flügelstreckung       | 5,81                |
| Leermasse             | 2.300 lb (1.043 kg) |
| max. Startmasse       | 4.005 lb (1.817 kg) |
| Reisegeschwindigkeit  | 244 kn (452 km/h)   |
| Höchstgeschwindigkeit | 300 kn (556 km/h)   |
| Dienstgipfelhöhe      | 24.000 ft (7.315 m) |
| Reichweite            | 900 NM (1.667 km)   |
| Triebwerke            | Honeywell TPE331    |